# وارنیت، ویکتوریا
وارنیت (به انگلیسی: Warneet) یک شهرک در استرالیا است که در ویکتوریا (استرالیا) واقع شده‌است.